# Шеста влада Мила Ђукановића
Шеста влада Мила Ђукановића је изабрана 10. јуна 2009. после парламентарних избора 2009. уз подршку од 48 посланика, 22 против и три уздржана од укупно 81 посланика Скупштине.

## Састав Владе
| Ресор             | Министар       | Министар | Странка |
| ----------------- | -------------- | -------- | ------- |
| Предсједник Владе | Мило Ђукановић |          | ДПС ЦГ  |

Изабран кабинет има три потредсједника и 17 министра.